# Lockheed C-121 Constellation
El Lockheed C-121 Constellation fue una versión de transporte militar del Lockheed Constellation. Fueron construidos un total de 332 aviones para varios propósitos, tanto para la Fuerza Aérea como para la Armada de los Estados Unidos. También se construyeron numerosas variantes de alerta temprana aerotransportada. Más tarde, el C-121 entró en servicio con pequeños operadores civiles hasta 1993.

## Diseño y desarrollo

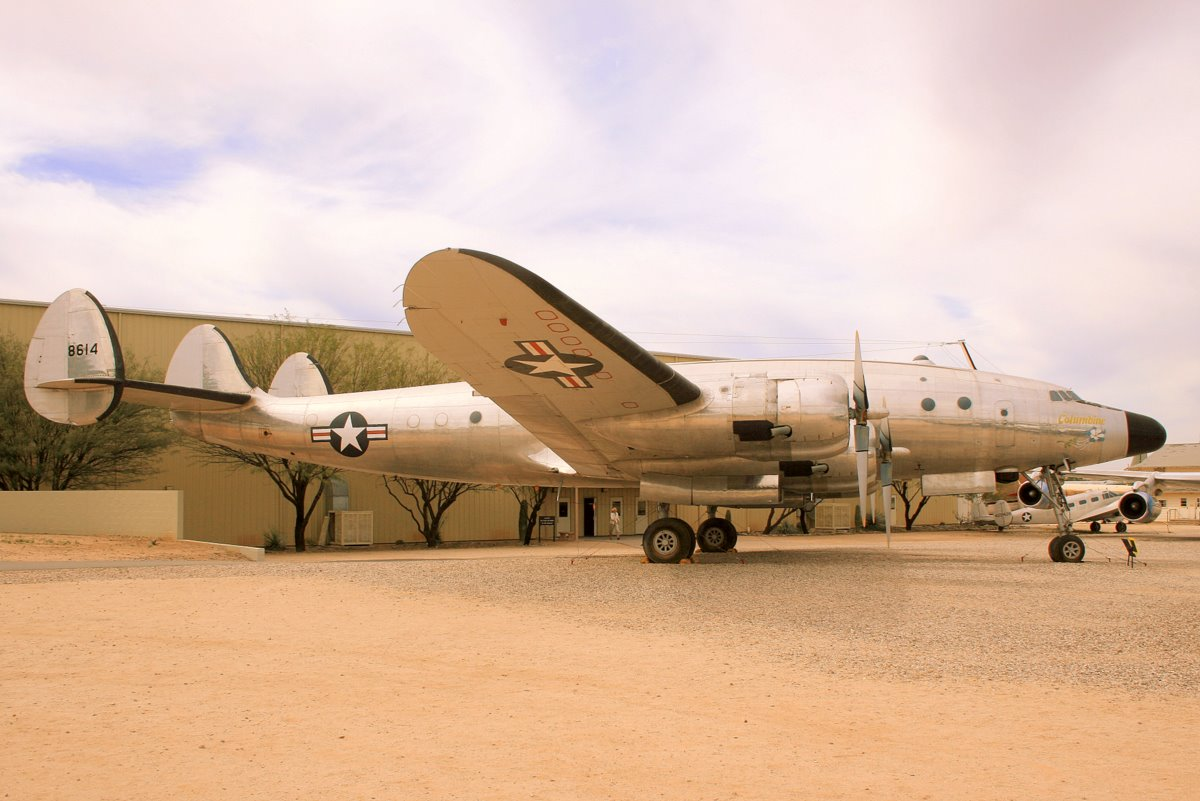
VC-121A 48-0614 Columbine, el transporte personal del general Dwight D. Eisenhower, en exhibición en el Pima Air & Space Museum.

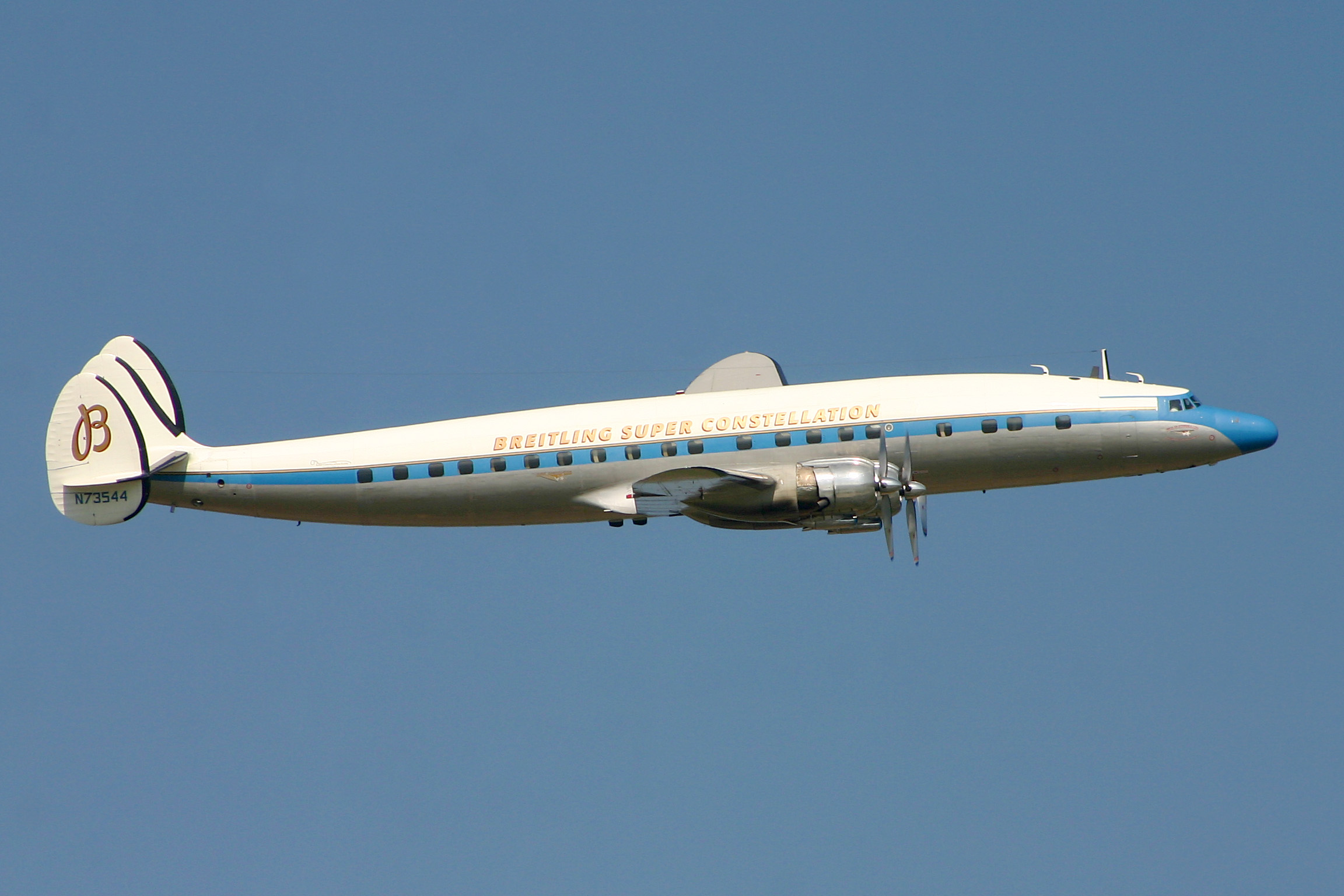
Un avión C-121C, antiguo 54-0153 de la USAF, operado por la Super Constellation Flyers Association en Suiza.

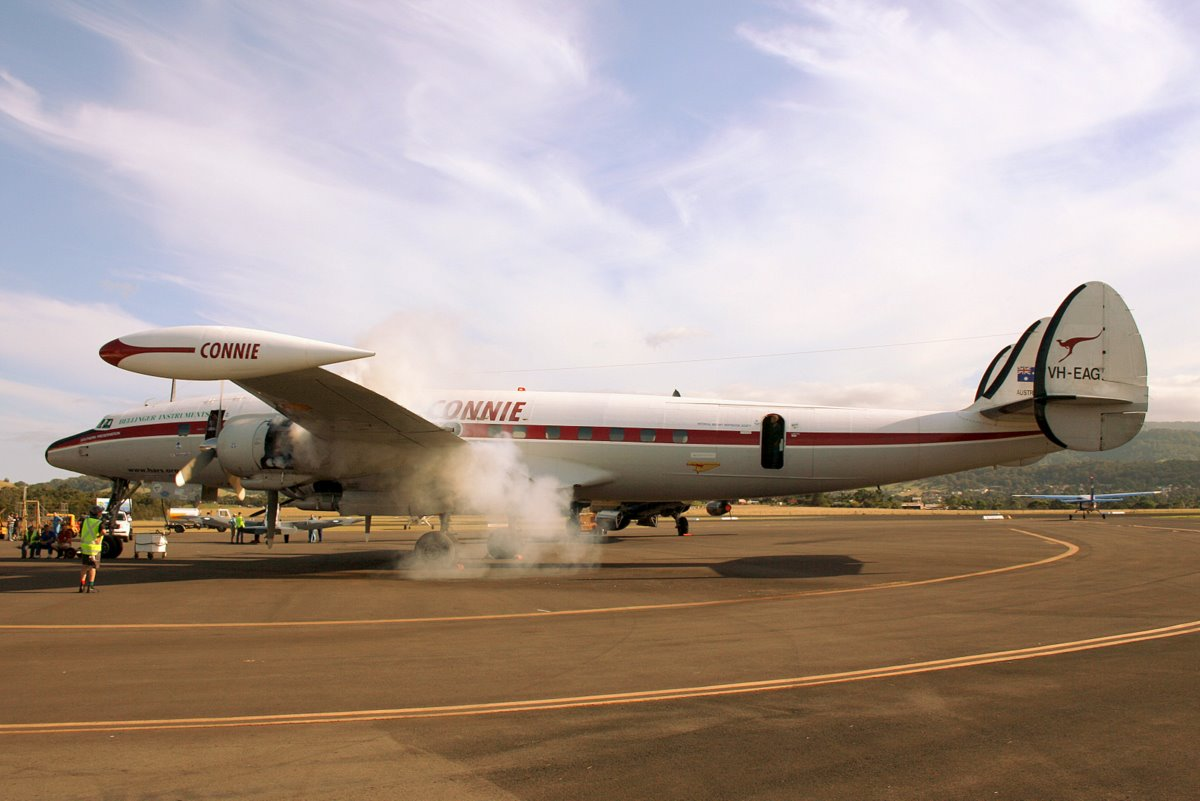
El anterior 54-0154 de la USAF, un C-121C operado por la Historical Aircraft Restoration Society equipado con depósitos de punta alar no estándar, arranca uno de sus motores.

El primer intento de Lockheed con una versión militar del avión comercial Constellation no había tenido éxito. Esto fue debido principalmente a problemas encontrados en los motores Wright R-3350 que propulsaban al avión. Tras la guerra, los pocos Constellation militares construidos (designados C-69) fueron reequipados por Lockheed para su uso en la industria de las aerolíneas de posguerra como L-049. 
En 1947, Lockheed presentó un Constellation más económico. El L-749, como fue conocido, tenía capacidad extra de combustible y una versión más económica del R-3350. Sin embargo, Lockheed había perdido 1200 trabajadores aquel mismo año. En 1948, la producción del L-749 estaba cerca de su fin. Ese momento fue cuando la Fuerza Aérea de los Estados Unidos (USAF) firmó un contrato con Lockheed por 10 aviones L-749A designados C-121A. La Armada de los Estados Unidos (USN) también había emitido una orden por dos ejemplares versión AWACS del L-749A, designados PO-1W (más tarde WV-1). Las primeras versiones del L-749A que salieron de la línea de producción fueron para los militares de los Estados Unidos. 
Los ejemplares de C-121A se diferenciaban del L-749 solo en que tenían un piso reforzado para manejar cargas, y una gran puerta trasera de carga. Aunque destinados originalmente para realizar tareas de transporte de carga, fueron normalmente equipados con interiores de transporte de pasajeros de 44 asientos. El avión también se componía de una tripulación de cinco hombres con tripulantes de relevo en espera. Todos los C-121A fueron asignados a la división atlántica del Military Air Transport Service (MATS). Los aviones entrarían más tarde en servicio en el bloqueo de Berlín. Tanto Dwight Eisenhower como el general Douglas MacArthur usaron los C-121A como transportes VIP personales. En 1950, seis de los C-121A Constellation fueron modificados como transportes VIP y redesignados VC-121A. El último C-121A fue retirado en 1968.
En agosto de 1950 la Armada de los Estados Unidos ordenó 11 ejemplares convertibles de pasajeros y carga del alargado Lockheed L-1049 Super Constellation (que ya había ordenado como la plataforma AWACS WV-2). Estos aviones, originalmente designados R7O, fueron entregados antes que los aviones WV-2 debido a que los R7O eran más simples de producir. El R7O (luego R7V-1) voló por primera vez en 1952. El R7V-1 era capaz de ser rápidamente convertido de transporte de pasajeros de 97 a 107 personas a transporte de carga en 2 horas. La Armada redujo el número de asientos disponibles para hacer espacio para llevar botes salvavidas en los vuelos transoceánicos. También se podían usar 73 camillas para realizar vuelos de evacuación médica. Los R7V-1 entrarían en servicio sobre el Atlántico y el Pacífico con los escuadrones VR-1 (el escuadrón de transporte más antiguo de la Armada), VR-7 y VR-8. Dos aviones R7V-1 modificados fueron usados en misiones de suministro antártico mientras realizaban pruebas y observaciones al mismo tiempo. Uno se estrelló al aterrizar en 1970 y aún permanece en el lugar; el otro fue retirado en 1971. En 1962, 32 de los 50 aviones R7V-1 en el servicio Naval fueron transferidos a la Fuerza Aérea, siendo redesignados C-121G. Los restantes 18 aviones en servicio Naval fueron redesignados C-121J. Un C-121J fue más tarde usado por los Blue Angels hasta que fue reemplazado por un Lockheed C-130 Hercules en 1971.  
La USAF también había ordenado 33 L-1049 Super Constellation en 1951, designados C-121C. A diferencia de su equivalente naval, el C-121C presentaba ventanas de cabina cuadradas en lugar de redondas. Aparte de eso, el C-121C se asemejaba a los aviones R7V-1 de la Armada. El C-121C también presentaba una estructura reforzada para acomodar motores turbohélice si fuera necesario. Otras características del C-121C incluyen motores Turbo-compound R-3350 con unidad de potencia auxiliar y la capacidad de llevar a 75 pasajeros, 72 soldados totalmente equipados, o 47 camillas. Los asientos podían ser almacenados bajo el suelo del avión cuando necesitase ser usado para transportar carga. El primer vuelo de un C-121C ocurrió en 1955. Las entregas comenzaron en agosto de 1955, siendo asignados los aviones a la división atlántica del MATS. Los aviones entraron más tarde en servicio con la Guardia Aérea Nacional (ANG) y fueron retirados en 1973. Cuatro aviones fueron más tarde reequipados como aviones VIP VC-121C, seis como sistemas de relé de televisión y radio EC-121S, dos se convirtieron en sistemas Aerotransportados de Comunicaciones de Radio por Microondas (MARCON) y uno fue convertido en un avión de observación DC-121C.  
Tras su servicio militar, algunos C-121 y R7V-1 fueron usados por operadores civiles como aviones de carga. Los últimos operadores fueron pequeñas aerolíneas de carga de la República Dominicana que operaban hacia Miami con Constellation excedentes militares comprados en la Base de la Fuerza Aérea Davis-Monthan. Las operaciones se detuvieron en 1993 después de que la Administración Federal de Aviación (FAA) prohibiera volar en los Estados Unidos a estos operadores debido a preocupaciones respecto a la seguridad. Dos antiguos C-121C vuelan actualmente con el Historical Aircraft Restoration Society de Australia y la Super Constellation Flyers Association de Suiza.

## Variantes

### Fuerza Aérea

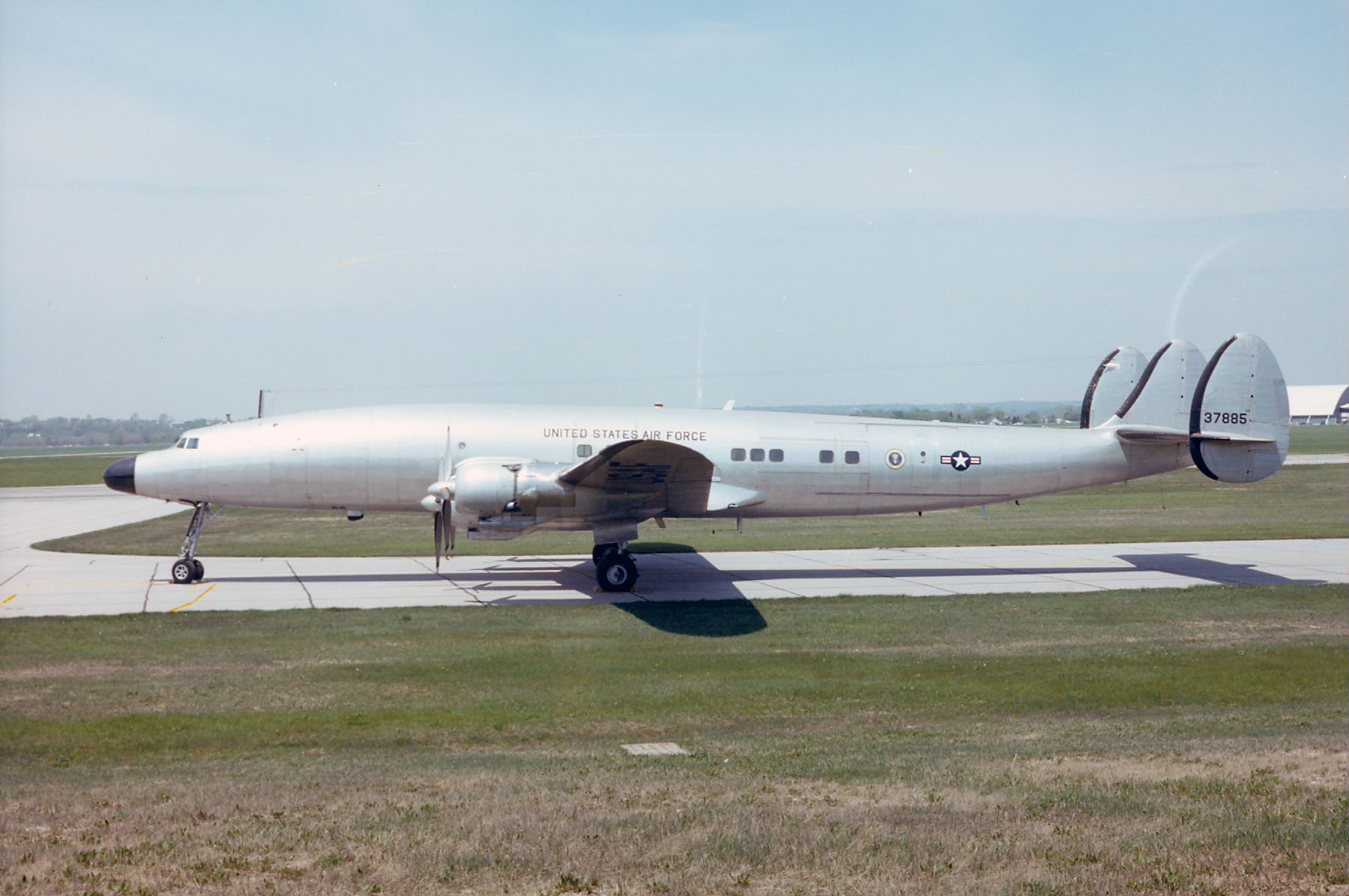
VC-121E personal del Presidente Dwight D. Eisenhower, llamado Columbine III.

C-121A
 Variante inicial, basada en el L-749 Constellation civil. Nueve construidos.
 VC-121A
 Seis transportes C-121A convertidos para su uso VIP. Designados originalmente como PC-121A.
 VC-121B
 Similar al VC-121A, pero con la puerta de carga reemplazada por una puerta de pasajeros más pequeña. Uno construido.
 C-121C
 Variante inicial basada en el L-1049 Super Constellation. 33 construidos.
 VC-121C
 Conversión VIP de cuatro aviones C-121C.
VC-121E
 Ordenado por Armada de los Estados Unidos como R7V-1, pero modificado antes de la entrega como transporte presidencial para la Fuerza Aérea de los Estados Unidos.
 YC-121F
 Dos antiguos R7V-2 de la Armada de los Estados Unidos con motores turbohélice Pratt & Whitney T34 transferidos a la Fuerza Aérea de los Estados Unidos. Designados L-1249A por Lockheed.
 C-121G
 Designación de 32 transportes R7V-1 transferidos de la Armada a la Fuerza Aérea de los Estados Unidos.
 TC-121G
 Tres C-121G convertidos en entrenadores de tripulación de AWACS.
 VC-121G
 Un C-121G convertido en transporte VIP.

### Armada
R7V-1
 Versión inicial de la Armada basada en el L-1049. 50 construidos. Originalmente designada R7O.
 R7V-1P
 Un R7V-1 modificado para realizar servicios antárticos.
 R7V-2
 Dos aviones de transporte similares al YC-121F. También designados L-1249A. Dos construidos.
 C-121J
 Redesignación dada a los 18 R7V-1 restantes.
 TC-121J
 Bancada electrónica. Uno convertido.
 NC-121J
 Cuatro aviones C-121J convertidos como aviones de retransmisión de televisión para su uso en Vietnam. Proyecto Jenny (Blue Eagles) VXN-8.
VC-121J
 Cuatro aviones C-121J convertidos para su uso VIP. Uno operado por los Blue Angels.

## Operadores
Estados Unidos
- Fuerza Aérea de los Estados Unidos
- Armada de los Estados Unidos

## Especificaciones

### C-121A (L-749A)
Referencia datos: Lockheed Constellation:From Excalibur to Starliner.

### Características generales
- Tripulación: Cinco
- Capacidad: 44 pasajeros
- Longitud: 29 m (95,2 ft)
- Envergadura: 37,5 m (123 ft)
- Altura: 6,8 m (22,4 ft)
- Superficie alar: 153,3 m² (1650 ft²)
- Peso vacío: 27 816,6 kg (61 307,8 lb)
- Peso cargado: 48 534,4 kg (106 969,8 lb)
- Planta motriz: 4× motor radial de 18 cilindros en dos filas refrigerado por aire Wright R-3350-75.
  - Potencia: 1866 kW (2573 HP; 2537 CV) cada uno.

### Rendimiento
- Velocidad máxima operativa (Vno): 538 km/h (334 MPH; 290 kt)
- Velocidad crucero (Vc): 521,4 km/h (324 MPH; 282 kt)
- Techo de vuelo: 7450 m (24 442 ft)

### R7V-1/C-121J (L-1049B)
Referencia datos: Lockheed Constellation:From Excalibur to Starliner.

### Características generales
- Tripulación: Cuatro
- Capacidad: 97-107 pasajeros
- Longitud: 35,4 m (116,2 ft)
- Envergadura: 37,5 m (123 ft)
- Altura: 7,5 m (24,7 ft)
- Superficie alar: 153,3 m² (1650 ft²)
- Peso vacío: 33 028,3 kg (72 794,4 lb)
- Peso cargado: 65 770,9 kg (144 959,1 lb)
- Planta motriz: 4× motor radial de 18 cilindros en dos filas refrigerado por aire Wright R-3350-34.
  - Potencia: 2240 kW (3088 HP; 3046 CV) cada uno.

### Rendimiento
- Velocidad máxima operativa (Vno): 592 km/h (368 MPH; 320 kt) a 6096 m
- Velocidad crucero (Vc): 416,8 km/h (259 MPH; 225 kt) a 3048 m
- Techo de vuelo: 7450 m (24 442 ft)

## Aeronaves relacionadas

### Desarrollos relacionados
- Lockheed C-69 Constellation
- Lockheed Constellation
- Lockheed EC-121 Warning Star
- Lockheed L-049 Constellation
- Lockheed L-649 Constellation
- Lockheed L-749 Constellation
- Lockheed L-1049 Super Constellation
- Lockheed L-1249 Super Constellation (R7V-2/YC-121F)
- Lockheed L-1649 Starliner

### Aeronaves similares
- Canadair CC-109 Cosmopolitan
- Boeing 377 Stratocruiser
- Boeing C-97 Stratofreighter
- Boeing KC-97 Stratotanker
- Convair C-131 Samaritan
- Douglas C-54 Skymaster
- Douglas DC-6/C-118 Liftmaster
- Douglas DC-7
- Bristol Britannia
- Ilyushin Il-18

### Secuencias de designación
- Secuencia C-_ (Aviones de Carga del USAAC/USAAF/USAF, 1924-1962): ← C-118 - C-119 - C-120 - C-121/F - C-122 - C-123/A - C-124 →
- Secuencia R_O (Aviones de Transporte de la Armada estadounidense, 1931-1962 (Lockheed, 1931-1942)): ← R4O - R5O - R6O - R7O-1/-2
- Secuencia R_V (Aviones de Transporte de la Armada estadounidense, 1931-1962 (Lockheed, 1942-1962)): R6V - R7V-1/-2 - R8V